# Henry Homburger
Henry Homburger   (Saranac Lake, 2 de desembre de 1902 - Sacramento, 14 de setembre de 1950) va ser un pilot de bobsleigh estatunidenc que va competir durant la dècada de 1930.
El 1932 va prendre part en els Jocs Olímpics de Lake Placid, on guanyà la medalla de plata en la prova de bobs a 4 formant equip amb Percy Bryant, Paul Stevens i Edmund Horton.
Enginyer civil de professió, Homburger fou el responsable del disseny de la pista de bobsleigh emprat en aquests Jocs Olímpics d'hivern.